# Петрухин, Иван Иванович
Иван Иванович Петрухин (15 января 1918 — 25 июля 2011) — русский советский поэт, автор стихов о Великой Отечественной войне.
Фронтовик, прошёл всю войну, гвардии сержант-артиллерист, подбил «Фердинанд», трижды был ранен (весной 1945 года потерял правую руку).

## Биография
Родился 15 января 1918 года в селе Вторая Ивановка Тульской области в бедной крестьянской семье.
В 1926 году семья переехала в посёлок Степь. Окончил только два класса школы и с 14 лет работал на полевых работах в совхозе «Соревнование».
В 16 лет поступил учеником штукатура на завод синтетического каучука СК-3 в городе Ефремове. Работая на заводе окончил 7 классов вечерней школы, продолжил учёбу на вечерних курсах техников-химиков, и на том же заводе стал работать химиком-аппаратчиком.
В 1940 году был призван в Красную Армию. Служил в Белорусском военном округе, окончил полковую школу: сержант — наводчик артиллерийского орудия.

### Великая Отечественная война
На фронте с первого дня войны — ещё с мая часть располагалась в полевых лагерях у границы. С боями отступал на восток, участвовал в Обороне Борисова. Раненный попал в окружение, только к зиме вышел к своим. Как окруженец прошел проверку в спецлагере в городе Козельск. В 1942-1943 годах воевал на Кубани, на Дону и в районе Котельникова. Был ранен и контужен.
На январь 1944 года — командир расчёта 76-мм пушки в 500-м отельном пулеметно-артиллерийском батальоне 159-го укрепрайона, участвовал в Корсунь-Шевченковской операции, где заслужил первую боевую награду:

12 февраля 1944 года в районе дер. Шендеровка стойко и самоотверженно сражался сержант Петрухин. Попав в окружение, он в течение 12 часов вёл непрерывный бой, пока не израсходовал все боеприпасы своего орудия, истребив при этом до 30 немцев. Оставшись без снарядов, он повел свой расчёт в атаку, прорвав кольцо окружение вывел расчет без потерь, лично истребил при этом еще 7 немцев.— из Наградного листа на медаль «За отвагу»
Наводчиком орудия в 312-го гв.иптап участвовал в боях за освобождение Западной Украины и Польши, в форсировании реки Висла и на Сандомирском плацдарме подбил немецкую самоходку:

9 августа 1944 года в районе высоты 269,0 батальон немецкой пехоты при поддержке самоходных орудий внезапно атаковал орудийный расчёт, где наводчиком гв.сержант тов. Петрухин. Подпустив противника на расстояние 150-200 метров, тов. Петрухин огнём своего орудия подбил самоходное орудие типа «Фердинанд», сам же при этом был ранен. Не покинул огневой позиции, лёжа продолжая из автомата уничтожать немецких автоматчиков. Только после того как атака была отбита, согласился на эвакуацию в госпиталь.— из Наградного листа на Орден Славы 3-й степени
После госпиталя, с ноября 1944 года, командир 45-мм пушки в составе 257-го гвардейского стрелкового полка 65-й гвардейской стрелковой дивизии участвовал в освобождении Латвии, в боях по уничтожению Курляндской группировки врага. За уничтожение в декабре 1944 года «в динамике боя» 10 пулемётов с прислугой награждён второй медалью «За отвагу», а за бои 21-24 декабря 1944 года, когда его расчёт уничтожил 3 огневые точки противника и отбил 8 контратак — награждён третьей медалью «За отвагу».
При блокировании Курляндской группировки противника:

19-21 марта 1945 года в районе хутора Турки Салдусского уезда Латвийской ССР, стреляя за наводчика из своего орудия 20 марта разбил 3 дзота и уничтожил 2 пулемета противника. 21 марта принимал участие в отражении трех контратак противника и в последней, будучи раненым, не бросил орудия пока не была отбита контратака— из Наградного листа на Орден Славы 3-й степени
29 марта 1945 года был тяжело ранен разрывной пулей в правое плечо, врачи ампутировали ему руку. В единственной руке и лёгком остались осколки.
День Победы встретил в госпитале. В августе 1945 года комиссован как инвалид.
Награжден: двумя орденами Славы 3-й степени (27.08.1944, 29.03.1945), тремя медалями «За отвагу» (24.03.1944, 20.12.1944, 01.01.1945), орденом Отечественной войны 1-й степени (11.03.1985).
Как отмечал в своей книге: «Боевые награды, добытые кровью, не ношу, так как они пропадают среди множества юбилейных, которые поблескивают у любителей показать своё „Я“».

### После войны
После войны работал инструктором Осоавиахима в городе Краснодаре.
В 1947 году был необоснованно осуждён и 5 лет провёл в лагерях — «за преступление, которого я не совершал».
В дальнейшем работал на шахте № 5 в посёлке Липки Тульской области, вахтером на Липецком тракторном заводе.
Окончил Тумановский техникум-интернат для инвалидов, работал агрономом в колхозе «Кубань» Краснодарского края.
Продолжив образование окончил философский факультет Университета марксизма-ленинизма.
С 1964 года жил в городе Иваново, до выхода на пенсию работал в Ивановском фото-художественном управлении агентом по сбору фотооригиналов.
Выйдя на пенсию поселился в селе Подвязновский Ивановской области. Умер в 2011 году.

## Творчество
Известен как автор стихов о Великой Отечественной войне.

Снарядов вой. Взлетают кочки. По цели бьют — не наугад.

Но мы идем сквозь этот ад и пишем кровью эти строчки...

— вспоминает Иван Петрухин, кавалер двух орденов Славы и трёх медалей «За отвагу», участвовавший в Корсунь-Шевченковской операции, форсировавший Вислу, освобождавший Прибалтику. Он был неоднократно тяжело ранен — и эти строки обеспечены не только кровью, но и высокой духовной силой настоящего советского человека.— литературный критик, литконсультант журнала «Юность» Алла Борисовна Киреева, 1985 год
Первая подборка стихов была опубликована в ивановской областной газете «Рабочий край» в 1969 году.
Первый сборник стихов «День под прилукой» вышел в 1985 году в московском издательстве «Современник». Следующий вышел через год в издательстве «Советский писатель».
Печатался в периодических изданиях и коллективных сборниках, например в журнале «Знамя» (1987, № 5).
С 1989 года член Союза писателей СССР.
В 1990-е годы вышло несколько сборников стихов поэта в городе Иваново: «Улетающее счастье» (1992), «Мелодия слез» (1995), сборник стихов для детей «Радуга» (1998).
В 1993 году стал лауреатом областной литературной премии за книгу «Улетающее счастье».
В 2004 году стал лауреатом ивановской городской премии для поэтов им. В. Жукова: «За высокий, жизнеутверждающий пафос лирических стихотворений о Великой Отечественной войне».

## Память
Имя И.И. Петрухина увековечено на памятнике фронтовикам в селе Подязновский.